# Åstrup Mølle
Åstrup Mølle er tårnmølle af typen "hollandsk kornmølle med galleri,  opført i 1862, og beliggende ved landevejen mellem Svendborg og Faaborg på Sydvestfyn. Den var i drift indtil 1953 og kaldes nu også Stofmøllen efter den nuværende forretning med klædevarer, som har eksisteret der siden 1981. Møllens inventar er ikke bevaret. Vindmøllen er i privat eje, men kan ses i forretningens åbningstid.
Under- og overmøllen har rund, rødmalet grundmur, og der er en løgformet hat, som er beklædt med pap. Dens vinger har et vindfang på 22 meter (hvorved den bedrejer et areal på 380 m²) med klapper, og den krøjer med vindrose. Under en storm i 1936 mistede den vingerne og blev derefter drevet med elkraft frem til 1953. Fra 1953 til 1981 holdt en møbelforretning til i den. I 1980´erne fik møllen igen vinger og hat, idet vingeakselen og hatten kom fra Hagendrup Mølle i Nordsjælland. I møllehatten er nu monteret en generator, som producerer strøm til opvarmning og belysning. På årsbasis har den en produktion på ca. 35 000 kW.

## Møllens historie

### Fra 1862 til første verdenskrig
Vindmøllen blev bygget i 1862 af gårdejerne Rasmus Vejstrup og Lars Kragegård i Vester Åby sammen med jernstøber Lars Jensen fra Faaborg. De dannede et selskab, som i 1865 forpagtede den til Søren L. Ågård, som beskæftigede sig med møllebyggeri. Året efter købte han både den og de tilliggende 3 tønder land for 9 500 Rdl.
I løbet af 1870'erne fik møllen selvregulerende vinger, og der blev indlagt et fransk sigteri og et renseri for hvede. Dermed fremstillede møllen længe størstedelen af det hvedemel, som blev forbrugt på egnen. Ladebygningerne rundt om møllen blev bygget i 1871, og samme år blev bedriftens areal øget med 18 tønder land. Yderligere 3 tønder land blev købt i 1887, og foruden ejeren var da 6 – 7 mand samt tre spand heste beskæftiget.
I 1889 fik møllen selvkrøjer under en restaurering, og tre år senere blev den og resten af bedriften overdraget til møllerens søn Carl Ågård. I hans tid begyndte man at indkøbe og knuse oliekager til salg som foder. Samtidig blev en 8 HK petroleumsmotor lagt ind, så møllen kunne male uden vind. Denne motor blev efter ti år udskiftet med en 16 HK motor.
I 1910 moderniseredes grynmølleriet, og møllen fik en ny centrifugalsigte. Således blev det muligt at efterkomme de større krav, som specielt gjorde sig gældende i krigsperioden.

### Fra første verdenskrig til nu
Efter første verdenskrig begyndte fremstillingen af animalsk hønsefoder, og møllevirksomheden var nu så stor, at mølleren frasolgte de 18 tønder land, som lå længst borte. Han overlod efterhånden ledelsen af møllen til svigersønnen Carl Rasmussen og flyttede selv til "Møllebakken" – den store hvide ejendom bag møllen.
En lastbil blev indkøbt i 1924, og den kunne klare samme arbejde som 2 – 3 møllevogne. Fire år senere fik møllen igen en ny motor, denne gang en dieselmotor på 25 HK. Samme år indrettedes en afdeling for forædling af såsæd, der rummede anlæg til rensning og bejdsning.
I 1936 blæste vingerne af møllen under en voldsom storm, og møllen begyndte at forfalde. Mølleriet blev drevet videre med elkraft.
I 1940 solgte Carl Ågård møllen til sin søn Laurits Ågård. På denne tid forarbejdedes hovedsagelig byggryn, hvede- og rugmel, og man forsynede syv bagerier med mel. Under krigen dyrkedes desuden tobaksplanter, som blev tørret i en stor specialbygget lade ved møllen. Laden er nu nedrevet. Møllen blev solgt videre i 1953, og i 1956 blev de tre øverste fag fjernet, og den fik en flad hat. Den omdannedes til møbelforretning, hvilket den tjente som frem til 1981, hvor den blev solgt til tekstilhandler Bjerne Bonefeld Tychsen. I hans tid er møllen blevet restaureret af møllebygger John Jensen fra Vig i Odsherred. Der er indsat moderne energiproducerende maskineri af ingeniør Jørgen Krogsgård fra Risø. Udover ejeren selv har Energistyrelsen, Sparekassen Faaborgs Fond og BFR ydet økonomisk støtte til restaurering af møllen.
55°5′0.31″N 10°20′44.70″Ø / 55.0834194°N 10.3457500°Ø